# 모디보 마이가
모디보 마이가(Modibo Maïga, 1987년 9월 3일 ~ )는 말리의 축구 선수이다. 현재 하제르 FC와 말리 축구 국가대표팀에서 스트라이커로 뛰고 있다.